# Filmklub
Ein Filmklub (oder Filmclub) ist eine Vereinigung, die die Vorführung von Filmen ohne kommerzielle Absichten organisiert bzw. Programmkino bietet. Häufig werden sonst kaum zu sehende Filme oder speziell Avantgardefilme gezeigt. Als ideal wird häufig die Möglichkeit gesehen, die Filme auch mit den Regisseuren zu diskutieren. Die ersten Filmklubs wurden von Enthusiasten gegründet, von denen einige später berühmte Regisseure wurden.
Die Fédération Internationale des Ciné-Clubs wurde 1947 in Cannes gegründet.

## Tätigkeit
Ein Filmclub wird meist gegründet, um sich über Film und Filme auszutauschen. Manchmal ist es eine Vereinigung von Kinogängern, die sich einfach zu einem verabredeten Termin in einem Kino einfindet, um dort gemeinsam einen Film zu sehen, weitaus häufiger initiiert aber der Filmclub die Vorführung eines bestimmten Films. Das kann in Zusammenarbeit mit einem Kinobetreiber geschehen, oft hat aber der Filmclub Zugriff auf eigene Vorführmöglichkeiten.
Filmclubs finden sich beispielsweise im Umfeld von Jugendarbeit, Erwachsenenbildung, Universitäten oder religiösen Gemeinschaften. Ein Filmclub an Hochschulen wird allgemein als Unikino bezeichnet.
Ziel der Programmarbeit in Filmclubs ist es nicht nur Informationen über Geschichte, Techniken und Inhalte des Mediums zu vermitteln bzw. Filme als Informationsmedium zu nutzen. Über die sinnliche Erfahrung des Sehens vermitteln sie im Idealfall den Zuschauern eine Anschauung von den vielfältigen Möglichkeiten des Mediums, die in der Auswahl aus Filmen, die in kommerziellen Kinos und im Fernsehen zu sehen sind, so nicht deutlich wird.

## Geschichte

### Deutschland
Die ersten Filmclubs entstanden in Deutschland bereits in den 1910er Jahren, unter anderem der Berliner Filmclub, für den William Wauer vier Jahre lang Geschäftsführer war.
Nach dem Ende des Zweiten Weltkriegs, 1945 initiierten die britischen und französischen Besatzungsmächte eine deutsche Neugründung nach heimischem Vorbild, um unpolitischen kulturellen Austausch und demokratisches Bewusstsein zu fördern. Bis in die 1950er Jahre, die Blütezeit der Filmclubbewegung, gab es eine Welle von Neugründungen, auch in der sowjetischen Besatzungszone bzw. späteren DDR. Ab den 1980ern stellte die Filmklubbewegung der DDR einen eigenen, sehr geschätzten Preis, den Findlingspreis. Die Filmclubs in der BRD wurden entweder zu unabhängigen Vereinen oder arbeiteten unter einem Träger, der sich Bildung und Kultur verschrieben hatte. Von ihnen gingen wichtige Impulse für die deutsche Filmlandschaft aus, beispielsweise die Gründung von Filmfestivals wie das Internationale Filmfestival Mannheim-Heidelberg.
In der Bundesrepublik nahm die Zahl der Filmclubs ab, als im Fernsehen und in den Programmkinos zunehmend auch anspruchsvollere Filme und Filmklassiker zu sehen waren. In Folge löste sich 1971 der Dachverband Verband deutscher Filmclubs auf. Seit den 1970er Jahren traten vielerorts Kommunale Kinos an die Stelle der Filmclubs. Viele Kommunale Kinos begannen als vorwiegend ehrenamtlich getragene Vereine, im Laufe der Zeit gelang es vielen Kommunalen Kinos, insbesondere in größeren Städten, eine Finanzierung der Kinoarbeit durch kommunale und andere staatliche Mittel zu bekommen. Dies bedeutete eine Professionalisierung der Kinoarbeit durch die Einstellung hauptamtlicher Mitarbeiter. Anders als bei den Filmclubs wird in diesen Kinos deshalb ein Großteil insbesondere der administrativen Arbeit und des Spielbetriebs durch bezahlte Mitarbeiter geleistet, eine ehrenamtliche Mitarbeit findet in vielen Kommunalen Kinos aber in sogenannten Programmräten und Programmausschüssen, die für die Zusammenstellung des Filmprogramms zuständig sind, immer noch statt.
Mit dem Ende der DDR verloren viele ostdeutsche Filmclubs die finanzielle und organisatorische Basis, auch hier gelang einigen der Schritt zum Kommunalen Kino. Es bildete sich der Interessenverband Filmkommunikation als Dachorganisation der Filmklubs und kulturellen Kinos mit eigenen Landesverbänden.

### Finnland
Der erste finnische Filmklub Projektio (Projektion) wurde 1934 gegründet. Die ‚Seele’ von Projektio war der Architekt Alvar Aalto.

### Frankreich
Der italienische Filmtheoretiker Ricciotto Canudo, der seit 1921 in Paris lebte, gründete den ersten Filmklub. Der Regisseur und Filmkritiker Louis Delluc gründete nach dem Ersten Weltkrieg einen der ersten Filmclubs Frankreichs und die bedeutende Filmzeitschrift Cinéma. 1930 gründete Jean Vigo den ersten Filmklub von Nizza: les Amis du Cinéma. 1935 gründeten Henri Langlois und Georges Franju, um alte Filme zu zeigen, einen Filmclub Cercle du cinéma, aus dem 1936 die Cinémathèque française hervorging.
Nach dem Zweiten Weltkrieg nahm die Bewegung der ciné-clubs einen neuen Aufschwung. 1945 wurde der Filmklub von Annecy gegründet, aus dem das Animationsfilmfestival hervorging. 1948 gründete André Bazin mit Jean-Charles Tacchella, Doniol-Valcroze, Astruc, Claude Mauriac, René Clément und Pierre Kast den Avantgardefilmclub „Objectif 49“, dessen Präsident Jean Cocteau wurde. Dieser Filmklub, der zur Wiege der Nouvelle Vague werden sollte, organisierte das Festival du Film Maudit, das 1949 in Biarritz stattfand.
François Truffaut hat Bazins Engagement in der Filmklubbewegung anschaulich geschildert:
„In den ersten Tagen unserer Freundschaft – es war um 1947 – hatte ich das Glück, ihn zu seinen Filmpräsentationen zu begleiten und zu beobachten, wie er zunächst in einem Dominikanerkloster und zwei Tage später den Arbeitern in einer Metallfabrik in der halben Stunde zwischen Mittagessen und Rückkehr an die Werkbänke zwei Chaplin-Einakter vorführte, wobei er es beide Male verstand, sein Publikum zu begeistern und alle in die Diskussion miteinzubeziehen.“
Der erste Filmklub, zu dem ausschließlich Frauen zugelassen wurden, entstand in den 1970er Jahren in Toulouse.
Im Jahr 2005 gründete das Musée Dapper in Paris den ersten Filmklub, der ganz dem Kino Afrikas, der Karibik sowie der afroamerikanischen Diaspora gewidmet ist. Anlass ist das 50-jährige Bestehen des afrikanischen Kinos.

### Indien
Satyajit Ray gründete 1947 den ersten indischen Filmklub, die Calcutta Film Society.

### Italien
1978 wurde der Filmclub Bozen in Bozen gegründet, heute Mitglied der transnationalen Vereinigung Europa Cinemas.

### Kanada
Jacques Giraldeau und Jacques Parent gründeten an der Université de Montréal 1948 den ersten Filmklub in Québec.

### Mexiko
Jean-François Revel, Philosophielehrer am Lycée français von Mexiko zwischen 1950 und 1952, gründete den ersten Filmklub Lateinamerikas.

### Portugal
Der 1945 gegründete Cineclube do Porto war der erste organisierte Filmklub im Land, 1946 fanden in Lissabon und Porto erstmals vom jeweiligen Filmklub organisierte, nicht-kommerzielle Aufführungen statt. Der engagierte Cineast Manuel de Azevedo aus Porto nahm als Vertreter der portugiesischen Filmklubs Clube Português de Cinematografia (CPC) aus Porto, Círculo de Cultura Cinematográfica aus Coimbra und Círculo de Cinema aus Lissabon, drei der vier bis dahin gegründeten portugiesischen Filmklubs, am Gründungskongress des Weltverbands 1947 in Cannes teil.
Motiviert durch die nun existierende internationale Einbindung und Struktur, vor allem aber als attraktive, freiere Alternative zu den staatlichen Kultur- und Jugendeinrichtungen der semi-faschistischen Estado-Novo-Diktatur erhielt die aufkommende Filmklubbewegung in Portugal einigen Zulauf, mit einem wachsenden Anteil von Mitgliedern der verbotenen und verfolgten kommunistischen Partei Portugals, der Partido Comunista Português (PCP). Die 1948 eingeführte Zwangsanmeldung jegliche Filmvorführung im ganzen Land bei der Zensurbehörde erschwerte die Aktivitäten der Filmklubs, konnte ihren Zuspruch aber nicht stoppen. Insbesondere mit dem in den 1960er Jahren zunehmend repressiven Gesellschaftsklima (mehrere Studentenunruhen ab 1961, Portugiesischer Kolonialkrieg ab 1961, zunehmende internationale Isolierung Portugals) erhielten die Filmklubs weiteren Zulauf. Das aufkommende Novo Cinema und die Filmklubbewegung befruchteten sich dabei gegenseitig.
Bei allen gesellschaftlichen und kulturellen Veränderungen seit der Nelkenrevolution 1974 bilden die Filmklubs bis heute einen bedeutenden Freiraum für filmische Diskussion des Portugiesischen Kinos abseits kommerzieller Strukturen. Der heutige Dachverband Federação Portuguesa de Cineclubes (FPCC) gründete sich 1978 und vertritt die rund 30 offiziell organisierten portugiesischen Filmklubs im Weltverband Fédération Internationale des Ciné-Clubs.

### Schweiz
Auch in der Schweiz entwickelten sich ab den 1930er Jahren Filmklubs. Einer der ersten war der 1931 gegründete Filmklub „Le Bon Film“, der seinen Mitgliedern öffentliche Vorführungen in verschiedenen Basler Kinos anbot. Er bestand bis 1982 (heute: Stadtkino Basel). Nach 1945 erhielten die Filmklubs in der Schweiz erneuten Zulauf. Sie lösten sich im Laufe der 1970er Jahre (etwa in Bern und Zürich) jedoch zugunsten nicht-kommerzieller Kinos immer mehr auf.

### Spanien
Luis Bunuel gründet den ersten Filmklub 1928.

### Tunesien
Der erste Filmklub Tunesiens wurde 1946 in Tunis gegründet.

### USA
Angeregt von den Filmvorführungen, die Maya Deren organisiert hatte, gründete Amos Vogel zusammen mit seiner Frau 1947 das Cinema 16.